# Giovanni Carlo del Palatinato-Birkenfeld-Gelnhausen
Giovanni Carlo del Palatinato-Birkenfeld-Gelnhausen, conte Palatino di Birkenfeld-Gelnhausen (Bischweiler, 17 ottobre 1638 – Gelnhausen, 21 febbraio 1704), è stato un principe tedesco ed antenato del ramo cadetto della famiglia reale di Baviera nota, dal principio del XIX secolo, come duchi in Baviera. Prese Gelnhausen come nome del suo ramo della famiglia dopo l'acquisizione di quella proprietà nel 1669.

## Formazione e carriera militare
Era il più giovane dei due figli maschi del conte palatino Cristiano I del Palatinato-Birkenfeld-Bischweiler e di sua moglie, Maddalena Caterina (1606–1648), figlia del conte palatino Giovanni II del Palatinato-Zweibrücken. Insieme al fratello maggiore Cristiano II del Palatinato-Zweibrücken-Birkenfeld, fu educato da Philipp Jacob Spener e successivamente studiò all'Università di Strasburgo. I fratelli intrapresero un grand tour che durò cinque anni, che li portò, in Francia, Paesi Bassi, Inghilterra, Svezia e Svizzera.
Fece parte come comandante di cavalleria nell'esercito del cugino divenuto nel 1654 re di Svezia come Carlo X, durante la guerra intrapresa contro la Danimarca. In seguito combatté contro l'Impero ottomano in Ungheria. Entrò poi al servizio della Repubblica delle Sette Province Unite. Partecipò nel 1674 alla battaglia di Seneffe e fu promosso al rango di primo comandante di armata. Lasciò poi l'esercito e si ritirò a Gelnhausen.

## Gelnhausen
Nel 1669 acquistò il Fürstenhof ("corte principesca") di Gelnhausen, che includeva una Residenz (palazzo), giardini e appezzamenti di terreno. Il complesso in origine era stato concesso all'elettore palatino Ludovico III del Palatinato nel 1435. Nel 1671 ereditò congiuntamente a suo fratello la contea palatina di Birkenfeld. Nel 1673 i fratelli concordarono che Cristiano avrebbe mantenuto Birkenfeld e Bischweiler, mentre Giovanni Carlo avrebbe ricevuto l'appannaggio di Neuburg, una lista civile di 6 000 fiorini che costituiva un terzo delle entrate da un altro patrimonio familiare, la contea palatina di Neuburg, più la spedizione annuale di quattro carrelli carichi di vino della Mosella dalle cantine di Trarbach Nei patti con il fratello Cristiano II, firmato nel 1681 e 1683, Giovanni Carlo fu conferito dell'autorità di amministrazione di Gelnhausen.

## Matrimoni e discendenza
Sposò nel 1685 a Weikersheim Sofia Amalia (1646–1695), figlia del conte palatino Federico del Palatinato-Zweibrücken-Veldenz e vedova del conte Siegfried di Hohenlohe-Weikersheim.
Dopo la morte della prima moglie, il 30 novembre 1695, pur essendo senza eredi maschi, scrisse al fratello Cristiano il 25 luglio 1696 dichiarando che se si fosse risposato, sentendosi incapace di continuare a vivere da solo e seguendo il desiderio del suo cuore, sarebbe stato soltanto un matrimonio morganatico, dato che non era in grado di mantenere una signora di rango. Tre giorni dopo, egli sposò la dama di compagnia della sua defunta moglie, Esther Maria von Witzleben (1666–1725), trentenne vedova di herr von Brömbsen. La famiglia della sposa apparteneva alla nobiltà della Turingia che mancava tuttavia dello status di immediatezza imperiale goduta dai conti palatini; il padre della sposa, Georg Friedrich von Witzleben-Elgersburg, occupava il posto di capo guardia forestale (oberforstmeister) alla minuscola corte del ducato di Sassonia-Römhild. Il fratello manifestò la sua disapprovazione e Giovanni Carlo gli scrisse rivelando il matrimonio già celebrato, ma assicurando che si trattava di qualcosa di rigorosamente privato, e che tutti i figli che sarebbero nati "non avrebbero reclamato nient'altro per loro che essere trattati come nobili, in modo che non c'era niente da temere riguardo alla successione." In agosto stipulò un accordo (Vertrag) in tal senso con il fratello maggiore. Successivamente, tuttavia, Giovanni Carlo presentò un'istanza all'imperatore per rendere la moglie una contessa imperiale, mentre il fratello si rifiutò sempre di riconoscere i figli nati dal secondo matrimonio (tre maschi e due femmine) come appartenenti della dinastia.
Giovanni Carlo morì nel 1704 e la sua vedova intentò una causa contro il cognato nel Concilio Aulico dell'Impero il 3 settembre 1708. Ella ottenne, l'11 aprile 1715, il pieno riconoscimento per se stessa e per i suoi figli di dinasti principeschi. Suo cognato Cristiano II accettò con un accordo del 29 ottobre 1716, riconoscendo i titoli palatini dei suoi figli e i loro diritti di successione, e aumentando la loro indennità da 6 000 a 50 000 fiorini. Ciò nonostante, gli altri rami del Casato di Wittelsbach continuarono a considerare i figli di Giovanni Carlo come morganatici, rifiutando di riconoscere la loro idoneità a ereditare patrimoni della dinastia. Nel patto della famiglia Wittelsbach del 1771 si stabilivano i reciproci diritti di eredità tra i rami palatino e bavarese, gli eredi dei loro regni erano limitati agli agnati che erano legittimi e "non nati da matrimoni ineguali" (nicht ex dispari matrimonio). Tuttavia il Trattato di Teschen che concludeva la guerra di successione bavarese nel 1779 finalmente riconosceva, nell'articolo 8, i diritti dinastici dei discendenti di Giovanni Carlo ed Esther Marie von Witzleben, il cui nipote, Guglielmo (1752-1837), riceveva nel 1803 il Ducato di Berg come appannaggio dall'Elettore di Baviera in compensazione per la cessione dei suoi territori sulla riva sinistra del Reno a Napoleone.
Berg fu sommariamente riassegnato al cognato di Napoleone, Gioacchino Murat, dalla Baviera nel 1806 in cambio del Margraviato di Ansbach, ma il titolo di Duca in Baviera, concesso dal Sacro Romano Imperatore al conte palatino Guglielmo il 16 febbraio 1799 continuò ad essere portato dai suoi diretti discendenti e riconosciuto fino all'abolizione dell'impero germanico nel 1918, e rimane in uso dai loro discendenti adottati nel XXI secolo.

## Figli[1]
Dalla prima moglie, Sofia Amalia di Zweibrücken ebbe una sola figlia femmina:
- Giuliana Maddalena (1686–1720)

sposò nel 1704 il duca Gioacchino Federico di Schleswig-Holstein-Sonderburg-Plön (1668-1722)
Dalla seconda moglie, Esther Maria von Witzleben, ebbe cinque figli:
- Federico Bernardo (1697–1739), sposò nel 1737 la principessa Ernestina Luisa di Waldeck (1705-1782)
- Giovanni (1698–1780) che sposò la contessa Sofia Carlotta di Salm-Dhaun (1719-1770)
- Guglielmo (1701–1760), feldmaresciallo dell'esercito ungherese e poi generale della cavalleria nell'esercito olandese
- Carlotta Caterina (1699–1785), che sposò nel 1745 il principe Federico Guglielmo di Solms-Braunfels (1696-1761)
- Sofia Maria (1702–1761), che sposò nel 1722 il conte Enrico XXV Reuss (1681-1748)

## Titolatura
Come membro del casato di Wittelsbach, detenne i titoli di conte palatino del Reno, duca in Baviera, conte di Veldenz, Sponheim, Rappoltstein e Hohenack. Come capo del suo proprio ramo cadetto della dinastia, fu noto come conte palatino di Birkenfeld e Gelnhausen. Tutti i suoi discendenti dinastici in linea maschile ebbero come titolo principale quello di duca o duchessa in Baviera",, dal 1845 con il trattamento di altezza reale.

## Ascendenza
|                                                     |                                       |                                            | Genitori                        |  |  | Nonni |  |  | Bisnonni                            |  |  | Trisnonni                           |  |
|                                                     |                                       |                                            |                                 |  |  |       |  |  | Volfango del Palatinato-Zweibrücken |  |  | Luigi II del Palatinato-Zweibrücken |  |
|                                                     |                                       |                                            |                                 |  |  |       |  |  | Volfango del Palatinato-Zweibrücken |  |  | Luigi II del Palatinato-Zweibrücken |  |
|                                                     |                                       | Elisabetta d'Assia                         |                                 |  |  |       |  |  | Volfango del Palatinato-Zweibrücken |  |  |                                     |  |
| Carlo I del Palatinato-Zweibrücken-Birkenfeld       |                                       |                                            |                                 |  |  |       |  |  | Volfango del Palatinato-Zweibrücken |  |  |                                     |  |
|                                                     |                                       | Anna d'Assia                               | Filippo I d'Assia               |  |  |       |  |  |                                     |  |  |                                     |  |
|                                                     |                                       | Anna d'Assia                               | Filippo I d'Assia               |  |  |       |  |  |                                     |  |  |                                     |  |
|                                                     |                                       | Anna d'Assia                               | Cristina di Sassonia            |  |  |       |  |  |                                     |  |  |                                     |  |
| Cristiano I del Palatinato-Birkenfeld-Bischweiler   |                                       | Anna d'Assia                               |                                 |  |  |       |  |  |                                     |  |  |                                     |  |
|                                                     |                                       | Guglielmo il Giovane di Brunswick-Lüneburg | Ernesto I di Brunswick-Lüneburg |  |  |       |  |  |                                     |  |  |                                     |  |
|                                                     |                                       | Guglielmo il Giovane di Brunswick-Lüneburg | Ernesto I di Brunswick-Lüneburg |  |  |       |  |  |                                     |  |  |                                     |  |
|                                                     |                                       | Guglielmo il Giovane di Brunswick-Lüneburg | Sofia di Meclemburgo-Schwerin   |  |  |       |  |  |                                     |  |  |                                     |  |
| Dorotea di Brunswick-Lüneburg                       |                                       | Guglielmo il Giovane di Brunswick-Lüneburg |                                 |  |  |       |  |  |                                     |  |  |                                     |  |
|                                                     |                                       | Dorotea di Danimarca                       | Cristiano III di Danimarca      |  |  |       |  |  |                                     |  |  |                                     |  |
|                                                     |                                       | Dorotea di Danimarca                       | Cristiano III di Danimarca      |  |  |       |  |  |                                     |  |  |                                     |  |
|                                                     |                                       | Dorotea di Danimarca                       | Dorotea di Sassonia-Lauenburg   |  |  |       |  |  |                                     |  |  |                                     |  |
| Giovanni Carlo del Palatinato-Birkenfeld-Gelnhausen |                                       | Dorotea di Danimarca                       |                                 |  |  |       |  |  |                                     |  |  |                                     |  |
|                                                     | Giovanni I del Palatinato-Zweibrücken | Volfango del Palatinato-Zweibrücken        |                                 |  |  |       |  |  |                                     |  |  |                                     |  |
|                                                     | Giovanni I del Palatinato-Zweibrücken | Volfango del Palatinato-Zweibrücken        |                                 |  |  |       |  |  |                                     |  |  |                                     |  |
|                                                     | Giovanni I del Palatinato-Zweibrücken | Anna d'Assia                               |                                 |  |  |       |  |  |                                     |  |  |                                     |  |
| Giovanni II del Palatinato-Zweibrücken              | Giovanni I del Palatinato-Zweibrücken |                                            |                                 |  |  |       |  |  |                                     |  |  |                                     |  |
|                                                     |                                       | Maddalena di Jülich-Kleve-Berg             | Guglielmo di Jülich-Kleve-Berg  |  |  |       |  |  |                                     |  |  |                                     |  |
|                                                     |                                       | Maddalena di Jülich-Kleve-Berg             | Guglielmo di Jülich-Kleve-Berg  |  |  |       |  |  |                                     |  |  |                                     |  |
|                                                     |                                       | Maddalena di Jülich-Kleve-Berg             | Maria d'Austria                 |  |  |       |  |  |                                     |  |  |                                     |  |
| Maddalena Caterina del Palatinato-Zweibrücken       |                                       | Maddalena di Jülich-Kleve-Berg             |                                 |  |  |       |  |  |                                     |  |  |                                     |  |
|                                                     |                                       | Renato II di Rohan                         | Renato I di Rohan               |  |  |       |  |  |                                     |  |  |                                     |  |
|                                                     |                                       | Renato II di Rohan                         | Renato I di Rohan               |  |  |       |  |  |                                     |  |  |                                     |  |
|                                                     |                                       | Renato II di Rohan                         | Isabella di Navarra             |  |  |       |  |  |                                     |  |  |                                     |  |
| Caterina di Rohan                                   |                                       | Renato II di Rohan                         |                                 |  |  |       |  |  |                                     |  |  |                                     |  |
|                                                     |                                       | Catherine de Parthenay                     | Giovanni V di Parthenay         |  |  |       |  |  |                                     |  |  |                                     |  |
|                                                     |                                       | Catherine de Parthenay                     | Giovanni V di Parthenay         |  |  |       |  |  |                                     |  |  |                                     |  |
|                                                     |                                       | Catherine de Parthenay                     | Antoinette d'Aubeterre          |  |  |       |  |  |                                     |  |  |                                     |  |
|                                                     |                                       | Catherine de Parthenay                     |                                 |  |  |       |  |  |                                     |  |  |                                     |  |